# كترزنا كوبرو
كترزنا كوبرو (بالبولندية :Katarzyna Kobro) (و. 1898-1951) كانت نحاتة روسيّة.

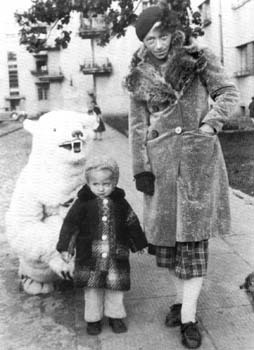
كترزنا كوبرو